# Астапчик, Анатолий Иванович
Анатолий Иванович Астапчик — советский хозяйственный и государственный деятель, лауреат Государственной премии СССР за выдающиеся достижения в труде.

## Биография
Родился в 1930 году в деревне Кухтичи. Член КПСС.
В 1944—1990 годах — кузнец, военнослужащий Советской армии, механизатор, бригадир тракторной бригады, звеньевой картофелеводческого механизированного звена колхоза «Восток» деревни Кухтичи Узденского района Минской области Белорусской ССР.
На землях, возделываемых звеном Астапчика по его технологии, урожайность картофеля составила 217 ц/га при средней в 110 ц/га.
За выдающиеся достижения в труде, освоение и внедрение комплексной механизации при возделывании технических, овощных, плодовых культур, картофеля и получение высоких устойчивых урожаев был в составе коллектива удостоен Государственной премии СССР за выдающиеся достижения в труде 1975 года.
Жил в деревне Кухтичи.

## Награды
- Орден Ленина
- Орден Октябрьской Революции